# Afera Baričevič
Takoimenovana Afera Baričevič (tudi Afera bulmastifi) se nanaša na dogodke in okoliščine, povezane s smrtjo zdravnika Saše Baričeviča, ki so ga 2. februarja leta 2010 v njegovem domu do smrti pogrizli njegovi psi pasme bulmastif. Incident je zaradi nenavadnih okoliščin Baričevičeve smrti in njegovih političnih povezav dobil politične razsežnosti, porodil pa je tudi številna vprašanja in ugibanja.
Saša Baričevič je bil solastnik enega najbolj znanih diagnostičnih centrov v Sloveniji, prijateljeval pa je s številnimi vplivneži, med drugim tudi politiki.
Psi, ki so leta 2010 dosmrtno pogrizli Baričeviča, so že leta 2006 napadli in poškodovali Baričevičevega soseda. Po incidentu so bili psi kljub odločitvi inšpektorata, da jih je treba usmrtiti, vrnjeni Baričeviču, zaradi česar so se pojavili sumi zlorabe položaja več državnih uradnikov. Po Baričevičevi smrti so se pojavile tudi neovržene navedbe, da naj bi Baričevič s svojimi psi spolno občeval, kar bi lahko bil tudi vzrok za agresivnost psov.

## Predhodno dogajanje

### Napad bulmastifov na soseda
Leta 2006 so bili bulmastifi, ki so 4 leta kasneje do smrti pogrizli Baričeviča, še v lasti Baričevičeve partnerice, zdravnice Zore Roter. Marca tega leta so bulmastifi pred njuno hišo napadli in hudo poškodovali 38-letnega mimoidočega, ko se je vračal iz službe. Po navedbah soseda je pred napadom ga. Roter pse premikala v prtljažnik avtomobila; trije so se v odprtem prtljažniku že nahajali, četrtega pa je ga. Roter tik pred napadom na povodcu vodila z dvorišča. Slednji se je nenadoma pognal proti sosedu in pri tem ga. Rotarjevi iz rok iztrgal povodec. Nato so se proti njemu zagnali še preostali trije psi in ga začeli grizti po telesu. Policija je po prihodu na prizorišče napada ustrelila enega izmed psov, preostale tri pa zasegla.
Eden od zaseženih psov je bil nato lastnici vrnjen, saj ni sodeloval pri napadu na soseda. Za ostala dva je pristojni kmetijski inšpektorat odredil usmrtitev, ki pa ni bila nikoli izvedena. Psa sta se tri leta nahajala v zavetišču, kjer sta v tem času napadla in lažje poškodovala pasjo inštruktorico. Zaradi smrti partnerice Rotarjeve pa je Baričevič postal lastnik psov. S pravnimi manevri je dosegel, da so mu oba psa vrnili.

#### Odškodninska tožba žrtve napada
Žrtvi je zaradi napada pripadlo 86.000 € zaradi nepremoženjske škode. Januarja leta 2015 je ljubljansko okrožno sodišče žrtvi napada v nepravnomočni sodbi dodelilo še 16.369 € odškodnine za gmotno škodo, 373 € mesečne rente od leta 2009 dalje (do novembra 2014 torej skupno že skoraj 26.000€) in povrnitev pravdnih štroškov v višini skoraj 23.000 €. Sosed je v tožbi zahteval povračilo zaradi stroškov in izgubljenih prihodkov, ki jih je utrpel kot posledico napada in poškodb. Na odločitev sta se pritožili obe strani (znesek, ki ga je zahteval oškodovanec, je bil večji od dodeljenega). Leta 2019 sodni postopek še ni bil razrešen.

#### Vrnitev psov
Baričevič je po zasegu psov in smrti partnerice s pomočjo odvetnika Mira Senice (sicer partnerja tedanje ministrice za notranje zadeve Katarine Kresal) uspel doseči vrnitev psov v svojo last kljub odločitvi kmetijskega inšpektorata. Za odločitev o vrnitvi bulmastifov naj bi bila zadolžena posebna skupina kmetijskega ministrstva pod vodstvom ministra Milana Pogačnika. Milan Pogačnik je kasneje odstopil, med drugim zaradi očitkov o nepravilnosti pri vračanju bulmastifov.

## Smrt Saše Baričeviča
V popoldanskih urah 2. februarja 2010 je stanovalec Oražnove ulice na Viču v Ljubljani policijo obvestil, da je iz stanovanja, v katerem domuje zdravnik Saša Baričevič, slišati krike. Policisti, ki so se na klic odzvali, so Baričeviča na dvorišču našli hudo poškodovanega. Baričeviča so napadli njegovi psi bulmastifi. Baričevič je kasneje za posledicami ugrizov umrl. Ob smrti je bil star 52 let.
Baričevič se je na dan napada v stanovanju nahajal sam s tremi psi. Enega je policija ob prihodu na prizorišče ustrelila, dva pa sta pobegnila; oba so kasneje ulovili in evtanazirali.

### Navedbe o domnevnem spolnem občevanju s psi
8. februarja je v javnost prišla informacija, da naj bi policija ob truplu odkrila nekaj deset centimetrov dolg umetni penis ("dildo") s pasom za pripenjanje okrog bokov, na njem pa nataknjen kondom. Baričevič je bil po smrti spoznan za transspolno osebo. Na spletu so se pojavile tudi fotografije bulmastifov s krvavim mednožjem. Posledično so se pojavila ugibanja, da naj bi bili psi agresivni ravno zaradi spolnega zlorabljanja. Pojavile so se tudi navedbe, da so bili psi omamljeni, kar je policija zanikala.
11. februarja je bila zaradi najdbe umetnega penisa na Nacionalni veterinarski inštitut (NVI) poslana prošnja za stokovno mnenje o možni spolni zlorabi psov. 12. marca je generalna policijska uprava v poročilu navedla, da na podlagi izsledkov preiskave in strokovnih mnenj ni bilo moč ne ovreči, ne potrditi suma spolne zlorabe psov. 16. decembra je bilo v medijih objavljeno mnenje NVI, ki potrjuje prisotnost živalskih sledi na umetnem penisu. Dan za tem je NVI potrdil, da so bili na kondomu odkriti sledovi DNK vseh treh bulmastifov.

## Posledice in ugibanja

### Zloraba položaja pri vračanju bulmastifov
Zaradi suma zlorabe položaja so bili ovadeni kmetijski minister Milan Pogačnik, državna sekretarka kmetijskega ministrstva, dva pravnika in direktorica veterinarske uprave. Tožilstvo je vse ovadbe zavrglo.
Za tem je bil vložen obtožni predlog zoper državno sekretarko Sonjo Bukovec (sicer prijateljico Baričevičeve sestre). Po začetku sojenja je bil obtožni predlog zavrnjen.

### Objava slik Baričevičevega trupla
Ker so se v medijih pojavile fotografije Baričevičevega golega trupla, je stekla preiskava policistov, ki so edini imeli dostop do kraja incidenta. Kdo je slike posredoval medijem ni bilo nikoli odkrito, na pogojno kazen pa je bil obsojen komandir Policijske postaje Ljubljana Vič, ker je med iskanjem odgovornega za objavo fotografij nezakonito brskal po telefonu policistke.

### Najdba krvi in ugibanja o prisotnosti drugih oseb na kraju smrti
Mesece po smrti Baričeviča so policisti posebnega oddelka specializiranega tožilstva na treh stikalih našli sledove krvi, ki je policisti ob prvotni preiskavi niso zavarovali, zaradi česar sta bila obtožena in kasneje oproščena dva policista. Analiza je pokazala, da kri ni bila Baričevičeva. Zaradi prisotnosti krvi so se pojavila ugibanja, da je bila na dan incidenta na kraju prisotna še kakšna druga oseba, ki je pri zlorabi psov sodelovala in je ob napadu iz kraja pobegnila ne da bi pomagala Baričeviču. Kasneje je bilo ugotovljeno, da je šlo za kri enega od policistov, ki je na dan incidenta posredoval na kraju. Navedbe, da je bila na kraju prisotna še ena oseba, je policija zanikala.
Med sojenjem policistoma je tožilka Dragica Kotnik predlagala, da bi lahko bil Baričevič umorjen.
Prvotno je sicer preiskavo zadeve vodila tožilka Branka Zobec Hrastar, ki pa se je uprla zahtevi tedanje generalne tožilke Barbare Brezigar, da specializirano tožilstvo preiskuje »zlorabe na kraju navzočih policistov«. Po mnenju Zobec Hrastarjeve je bil pravno gledano dvig traku z napisom Policija, s katerim je bil zavarovan kraj dogodka, lahko le nepravilno ravnanje policista, in ne kaznivo dejanje.

### Kazenski postopek zoper tožilko
Proti tožilki Dragici Kotnik, ki je napisala obtožnico zoper dva policista zaradi očitkov nepravilnosti pri delu ob obdelavi kraja Baričevičevega smrtnega incidenta, je bil zaradi suma izdajanja zaupnih tožilskih dokumentov sprožen kazenski postopek; zaupne podatke naj bi namreč posredovala svojemu tesnemu prijatelju, ki je delal kot novinar Požareporta. Kotnikova je bila posledično suspendirana. Primer je nato zastaral pred ugotovitvijo krivde.

### Interpelacija notranje ministrice Kresal
Zaradi afere je prišlo tudi do interpelacije ministrice za notranje zadeve Katarine Kresal, katere partner Miro Senica je Baričeviču pomagal pri vrnitvi zaseženih nasilnih psov. Interpelacijo so podale opozicijske stranke SDS, SLS in SNS zaradi očitkov poskusov političnega vplivanja na delo policije v primeru Baričevič. Interpelacija ni bila uspešna.

### Pogledi družbe na pse in poostritev nadzora
V Sloveniji je po napadu bulmastifov prišlo do upada zanimanja za posvojitev velikih pasm psov iz pasjih zavetišč, ki so se že sicer soočala s pomankanjem prostora. Medijski sogovorniki so vzdušje okoli psov v državi opisali kot "histerijo" in "moralno paniko". Zaradi incidenta je veterinarska uprava po zahtevi premierja Boruta Pahorja poostrila nadzor nad nevarnimi psi in lastnikom, ki pravil niso spoštovali, izdala opozorila in kazni.